# ペニー・テイラー

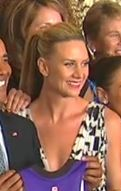
ペニー・テイラー

ペニー・テイラー・ジル （Penny Taylor-Gil、1981年5月24日 - ）は、オーストラリア・メルボルン出身の女子バスケットボール選手である。ポジションはスモールフォワード。身長185cm。オーストラリアの女子バスケットボール史上、最も顕著な実績を挙げてきた選手である。旧名：ペネロペ・ジェーン・テイラー（Penelope Jane Taylor）。

## 経歴
「オーストラリア国立スポーツ研究所」から、WNBLのダンデノン・レンジャーズに入団。1999年のリーグ優勝の原動力となる。また、2000-01シーズンには平均25.5得点2.5スティールを記録し、MVPとオールスターファイブに選出される。
2002年にイタリアへ渡り、セリエAのLa Spezia、Femminile Schioでプレー。
2005年12月にはイタリアでプレーしていたブラジル人バレーボール選手であるロドリゴ・ロドリゲス・ジルと結婚。

### WNBA
2001年のWNBAドラフトにて1巡目11位指名を受けクリーブランド・ロッカーズに入団。しかし2003年限りでチームが消滅したため分配ドラフトによりフェニックス・マーキュリーに移籍。2007年にはダイアナ・トーラジらとともにWNBA制覇に貢献した。

## ナショナルチーム
ナショナルチームとしても2004年のアテネ五輪で銀メダルを獲得。
2006年世界選手権ではオーストラリアの初優勝に貢献し、大会MVPを受賞した。

## 私生活
2017年5月13日、かつてのチームメイトのダイアナ・トーラジと結婚した。2018年3月1日、テイラーは男の子を出産した。